# Heinrich von Morungen
Heinrich von Morungen († por volta de 1220 em Leipzig) foi um importante Minnesänger.
Pouco pode-se afirmar com certeza sobre sua vida, uma vez que em seus textos, diferentemente de outros textos de autores da Idade Média, não há dados explicitamente biográficos. Heinrich von Morungen está possivelmente por trás do nome Hendricus de Morungen, cavaleiro de ordem menor documentado na Turíngia como natural do castelo Morungen em Sangerhausen, atualmente em Sachsen-Anhalt. A ele foi conferida uma pensão de seu mecenas, o Marquês Teodorico de Meißen, tendo aquela sido mais tarde, em 1213, transferida ao Mosteiro de São Tomé em Leipzig, para o qual Heinrich teria se retirado, em 1217, e onde viria a falecer, segundo fontes do século XVI, em 1222.

## Obra
35 "canções" (Minnelieder - liet em alto alemão antigo pode significar estrofe ou poema) com 115 estrofes de Heinrich von Morungen nos foram transmitidas. 104 dessas estrofes se encontram no códice C, ou Codex Manesse. Outras estrofes se encontram no códice heidelberguense A (Kleine Heidelberger Liederhandschrift), B (Weingartner Handschrift) e Ca ou Troßcher Fragment, uma reedição de C.
A lírica de Morungen é marcada por metáforas em que o brilho (do sol, da lua, de ouro, pedras preciosas, espelhos) serve de elemento de comparação para com a "vrouwe" ou Minnedame e para com diversos sentimentos e estados de espírito.
A forma dos poemas se estende por ritmos dactílicos, em estrofes do tipo "Kanzone".
Os versos de Morungen nos permitem inferir que o autor conhecia bem a lírica trobadoresca provençal, como, p. ex., na utilização do motivo, pouco comum no Minnesang, da rescisão do Minnedienst, o "pacto" ou "serviço" prestado à Minnedame na canção XXVII, L141,37 Sî hat mich verwunt. Ou ainda na descrição detalhada da amada na canção XXV "Uns ist zergangen".
Há ainda motivos da Antiguidade Clássica, como a alusão ao Narciso de Metamorfoses de Ovídio na canção XXXII Mir ist geschehen als einem kindelîne ou o motivo do amor como guerra (militia amor).

## Recepção
A recepção da lírica de Heinrich von Morungen pode ser percebida em autores como Walther von der Vogelweide (em especial em 91' Ich bin nû sô rehte vrô, texto transmitido pelos códices CE - Würzburger Liederhandschrift e F - Weimarer Liederhandschrift em que Walther parodia as canções XXIX e XXV de Heinrich e ressalta seu estilo próprio de Minnesang)

## Literatura
- Des Minnesangs Frühling, Band 1: Texte, Herausgegeben von Hugo Moser und Helmut Tervooren, 38. erneut rev. Auflage, Stuttgart: 1988 ISBN 3-7776-0448-8
- Schweikle, Günther. Minnesang. Stuttgart, Weimar: Metzger 1993. ISBN 978-3-476-1244-5 Bd. 244